# SN 1996ac
SN 1996ac – supernowa typu Ia odkryta 9 maja 1996 roku w galaktyce PGC0040346. W momencie odkrycia miała maksymalną jasność 16,50m.